# Dick's Picks Volume 13
Dick's Picks Volume 13 je třináctá část série koncertních alb Dick's Picks skupiny Grateful Dead. Album bylo nahráno 6. května 1981 v Nassau Veterans Memorial Coliseum v Uniondale v New Yorku. Dvě skryté skladby na druhém disku byly nahrány 1. listopadu 1979 na stejném místě. Album vyšlo v roce 1999.

## Seznam skladeb
| Disk 1 | Disk 1                   | Disk 1             | Disk 1 |
| Pořadí | Název                    | Autor              | Délka  |
| ------ | ------------------------ | ------------------ | ------ |
| 1.     | Alabama Getaway          | Garcia, Hunter     | 5:01   |
| 2.     | Greatest Story Ever Told | Hart, Hunter, Weir | 4:25   |
| 3.     | They Love Each Other     | Garcia, Hunter     | 7:08   |
| 4.     | Cassidy                  | Barlow, Weir       | 5:17   |
| 5.     | Jack-A-Roe               | traditional        | 4:55   |
| 6.     | Little Red Rooster       | Dixon              | 9:32   |
| 7.     | Dire Wolf                | Garcia, Hunter     | 3:26   |
| 8.     | Looks Like Rain          | Barlow, Weir       | 9:05   |
| 9.     | Big Railroad Blues       | Lewis              | 3:54   |
| 10.    | Let It Grow              | Barlow, Weir       | 10:07  |
| 11.    | Deal                     | Garcia, Hunter     | 7:33   |

| Disk 2 | Disk 2                                | Disk 2         | Disk 2 |
| Pořadí | Název                                 | Autor          | Délka  |
| ------ | ------------------------------------- | -------------- | ------ |
| 1.     | New Minglewood Blues                  | traditional    | 7:15   |
| 2.     | High Time                             | Garcia, Hunter | 9:48   |
| 3.     | Lost Sailor                           | Barlow, Weir   | 6:14   |
| 4.     | Saint of Circumstance                 | Barlow, Weir   | 42:47  |
| 5.     | Scarlet Begonias (skrytá skladba)     | Garcia, Hunter |        |
| 6.     | Fire on the Mountain (skrytá skladba) | Hart, Hunter   |        |

| Disk 3 | Disk 3                          | Disk 3           | Disk 3 |
| Pořadí | Název                           | Autor            | Délka  |
| ------ | ------------------------------- | ---------------- | ------ |
| 1.     | He's Gone                       | Garcia, Hunter   | 11:53  |
| 2.     | Caution“ / „Spanish Jam         | Grateful Dead    | 15:24  |
| 3.     | Drums                           | Hart, Kreutzmann | 7:23   |
| 4.     | Jam                             | Grateful Dead    | 3:42   |
| 5.     | The Other One                   | Grateful Dead    | 6:04   |
| 6.     | Goin' Down the Road Feeling Bad | traditional      | 5:32   |
| 7.     | Wharf Rat                       | Garcia, Hunter   | 9:18   |
| 8.     | Good Lovin'                     | Clark, Resnick   | 7:45   |
| 9.     | Don't Ease Me In                | traditional      | 3:27   |

## Sestava
- Jerry Garcia – sólová kytara, zpěv
- Bob Weir – rytmická kytara, zpěv
- Phil Lesh – basová kytara, zpěv
- Brent Mydland – klávesy, zpěv
- Mickey Hart – bicí
- Bill Kreutzmann – perkuse